# U1.11
Группа квазаров U1.11 — большая группа квазаров, расположенная в созвездиях лев и дева. Это одна из крупнейших известных больших групп квазаров, с расчётным маскимальным диаметром 780 мегапарсек (2,2 миллиардов световых лет) и включающая 38 квазаров. Она была обнаружена в 2011 году в ходе слоановского цифрового небесного обзора. До открытия громадной группы квазаров в ноябре 2012 года, это была самая крупная известная структура во вселенной, побившая 20-летний рекорд группы квазаров Кловес-Каспусано как крупнейшей известной структуры на момент её открытия.

## Характеристики
Структура расположена примерно в 2° от группы квазаров Кловес-Кампусано. Она находится на красном смещении z = 1.11[прояснить], отсюда и её название, соответствующее расстоянию примерно 8,8 миллиардов световых лет. Она находится рядом с группой квазаров Кловес-Кампусано, и относительно близко к группе квазаров U1.54, ещё одной группе квазаров. Она включает 38 квазаров, и может предполагать большую галактическую нить.

## Космологический принцип
Согласно космологическому принципу, случайное распределение вещества и энергии в различных частях вселенной должно быть приблизительно однородным и изотропным, и что случайные избыточные плотности этих объектов должны быть небольшими, если проецируются в достаточно большом масштабе. В то время как Ядав и др. прогнозировали, что максимальные структурные размеры были где-то около 260 мегапарсек, в то время как другие дали значения 70-130 мегапарсек. Более поздние расчёты предполагают значения в пределах 370 мегапарсек. Тем не менее, U1.11 в два раза больше, чем этот масштаб, и обнаружены другие структуры, которые были больше, чем упомянутый масштаб. (Некоторые структуры превышают масштаб в 8 раз, например, Великая стена Геркулес-Северная Корона). Учитывая близость к другим огромным группам квазаров, это будет большим противоречием современному космологическому принципу.